# Таміка карликова
Та́міка карликова (Cisticola ayresii) — вид горобцеподібних птахів родини тамікових (Cisticolidae). Мешкає в Африці на південь від Сахари. Названий на честь південноафриканського орнітолога Томаса Ейреса.

## Підвиди
Виділяють шість підвидів:
- C. a. gabun Peters, W, 1868 — Габон, Республіка Конго, ДР Конго;
- C. a. imatong Peters, W, 1868 — Південний Судан, північна Уганда;
- C. a. entebbe Peters, W, 1868 — від північного сходу ДР Конго до західної Кенії і північно-західної Танзанії;
- C. a. itombwensis Peters, W, 1868 — гори Ітомбве (схід ДР Конго);
- C. a. mauensis Peters, W, 1868 — центральна Кенія;
- C. a. ayresii (Temminck, 1821) — від Анголи до південної Танзанії і південного сходу ПАР.

## Поширення і екологія
Карликові таміки живуть на рівнинних і високогірних луках.